# Raymond Fol
Raymond Fol (* 9. April 1928 in Paris; † 1. Mai 1979 ebenda) war ein französischer Jazz-Pianist und Komponist des Swing.

## Leben und Wirken
Raymond Fol wuchs in einer Musikerfamilie auf und war Schüler von Henri Challan, Marthe Morhange und Nadia Boulanger. Er spielte zunächst um 1945 traditionellen Jazz in einer Formation mit seinem Bruder Hubert Fol und dem Trompeter Boris Vian, später auch mit Django Reinhardt (1949–1951). Außerdem arbeitete er mit Chet Baker, Claude Abadie, Claude Leon, Pierre Michelot, Stéphane Grappelli, Kenny Clarke, James Moody, Roy Eldridge, Guy Lafitte und gehörte den Orchestern von Aimé Barelli, Sidney Bechet und Claude Luter an.
Fol schuf 1965 – nach Vivaldi-Motiven – das Werk Vivaldi’s Four Seasons in Jazz und leitete eine Big Band mit 27 Musikern, darunter Johnny Griffin, Fats Sadi und Art Taylor. Er blieb zeitlebens der Musik Duke Ellingtons verbunden; bei ihm war er 1969 und 1974 bei Frankreich-Tourneen als Gastsolist tätig und spielte mit den Ellington-Musikern Paul Gonsalves und Cat Anderson.
Im Stil des Pianisten Fol tauchen Einflüsse von Fats Waller, Erroll Garner, und Duke Ellington auf; Als Arrangeur ist er Ellington-Schüler und hat zahlreiche Swing-Titel komponiert. Duke Ellington schrieb in seiner Autobiographie: „Jedes Mal wenn ich da (in Paris) bin, lasse ich mir etwas von Raymond Fol komponieren“. 1970 durfte Fol den erkrankten Ellington bei einem Auftritt von dessen Orchester im New Yorker Rainbow Grill und auch bei einer Europa-Tournee vertreten.
In den 1970er Jahren gastierte Fol auch oft in Deutschland (zuletzt 1979), spielte mit René Franc et les Bootleggers, als Solo-Pianist sowie mit einer Formation mit Gérard Badini und Michel Gaudry. Festival Swinging Paris war der Name einer Show, mit der Fol 1978 als Solopianist wie auch als Mitglied von Sam Woodyards Jazz Five Europe Europa bereiste.
Zu Ehren von Raymond Fol findet seit 1989 das Jazzfestival Raymond Fol an dessen Wohnort Matagot (Gemeinde Chaudeyrolles/Département Haute-Loire) nahe dem Mont Mézenc statt.

## Auswahldiskographie
Als Leader
- Vivaldi’s Four Seasons in Jazz (Philips Records, 1966)  u. a. mit Johnny Griffin, Fats Sadi, Jimmy Woode, Art Taylor und Jean-Louis Viale; wiederveröffentlicht 2001 in der Jazz in Paris-Serie unter dem Titel Les 4 saisons (Gitanes/Universal)
- Echoes Of Harlem, Jazz in Paris-Serie (Gitanes/Universal, 2007)

Als Sideman
- Cat Anderson: Plays W.C. Handy (Black & Blue Records, 1978)
- Harold Ashby: Scufflin’ (Black & Blue, 1978)
- Chet Baker: Chet Baker in Paris – Barclay Sessions, 1955–1956, (Universal, 2000)
- Roy Eldridge: The Complete Vogue Recordings in der American Jazz in Paris-Serie, Vol. 2: French Cooking , 1950–51, (Disques Vogue)
- Dizzy Gillespie: Plays In Paris, 1952/53, original vogue masters-Serie (Bertelsmann Music Group/BMG, 1998)
- Paul Gonsalves: Just A-Sittin’ And A-Rockin’ (Black Lion Records, 1970)
- Lionel Hampton: Ring Dem Vibes (Blue Star, 1976); wiederveröffentlicht 2000 in der Jazz in Paris-Serie (Gitanes/Universal)
- Slide Hampton: Exodus (Philips Records, 1962), wiederveröffentlicht 2001 in der Jazz in Paris-Serie (Gitanes/Universal)
- Johnny Hodges, Coleman Hawkins: Johnny Hodges, Coleman Hawkins – The Vogue Recordings, 1949/50, original vogue masters-Serie (BMG, 1999)
- Guy Lafitte: Blue And Sentimental (Club français du disque, 1954), wiederveröffentlicht 2001 in der Jazz in Paris-Serie (Gitanes/Universal)
- James Moody, Frank Foster: James Moody and Frank Foster in Paris, 1951, (Disques Vogue, 1995)
- Django Reinhardt: Nuits de Saint-Germain des-Prés, 1951–53, Jazz in Paris-Serie (Gitanes/Universal, 2002)
- Clark Terry: Clark Terry And His Orchestra Featuring Paul Gonsalves, 1959, (Storyville Records, 2002)